# Breaux Greer
Edward Ray Breaux Greer (Houston, 19 ottobre 1976) è un ex giavellottista statunitense, vincitore della medaglia di bronzo ai Mondiali di Osaka 2007.

## Biografia
È stato 8 volte campione statunitense del lancio del giavellotto e ha detenuto fino al 2022 il record nord-centroamericano in questa specialità con la misura di 91,29 m, ottenuta il 21 giugno 2007 durante i campionati statunitensi a Indianapolis.
Il suo allenatore è stato il finlandese Kari Ihalainen.

## Record nazionali
Seniores
- Lancio del giavellotto: 91,29 m ( Indianapolis, 21 giugno 2007)

## Progressione

### Lancio del giavellotto
| Stagione | Misura  | Luogo        | Data      | Rank. Mond. |
| -------- | ------- | ------------ | --------- | ----------- |
| 2008     | 73,68 m | Pechino      | 21-8-2008 |             |
| 2007     | 91,29 m | Indianapolis | 21-6-2007 |             |
| 2006     | 85,45 m | Saint-Denis  | 8-7-2006  |             |
| 2005     | 87,65 m | Walnut       | 17-4-2005 |             |
| 2004     | 87,68 m | Monaco       | 19-9-2004 |             |
| 2003     | 82,10 m | Brasschaat   | 13-8-2003 |             |
| 2002     | 81,78 m | Palo Alto    | 22-6-2002 |             |
| 2001     | 87,00 m | Edmonton     | 12-8-2001 |             |
| 2000     | 82,63 m | Sydney       | 22-9-2000 |             |
| 1999     | 73,57 m | Boise        | 4-6-1999  |             |
| 1998     | 79,68 m | Monroe       | 28-3-1998 |             |
| 1997     | 78,12 m | Indianapolis | 14-6-1997 |             |
| 1996     | 79,98 m | Atlanta      | 16-6-1996 |             |

## Palmarès
| Anno | Manifestazione      | Sede          | Evento                 | Risultato | Prestazione | Note |
| ---- | ------------------- | ------------- | ---------------------- | --------- | ----------- | ---- |
| 2000 | Giochi olimpici     | Sydney        | Lancio del giavellotto | 12º       | 79,91 m     |      |
| 2001 | Mondiali            | Edmonton      | Lancio del giavellotto | 4º        | 87,00 m     |      |
| 2003 | Giochi panamericani | Santo Domingo | Lancio del giavellotto | Bronzo    | 79,21 m     |      |
| 2003 | Mondiali            | Saint-Denis   | Lancio del giavellotto | 14º (q)   | 76,82 m     |      |
| 2004 | Giochi olimpici     | Atene         | Lancio del giavellotto | 12º       | 74,36 m     |      |
| 2007 | Mondiali            | Osaka         | Lancio del giavellotto | Bronzo    | 86,21 m     |      |
| 2008 | Giochi olimpici     | Pechino       | Lancio del giavellotto | 22º (q)   | 73,68 m     |      |

## Campionati nazionali
- 8 volte campione nazionale del lancio del giavellotto (2000, 2001, 2002, 2003, 2004, 2005, 2006, 2007)

## Altre competizioni internazionali
2004
- Oro alla World Athletics Final ( Monaco), lancio del giavellotto - 87,68 m